# Ночной поток
«Ночной поток» (яп. 夜の流れ, ёру-но нагарэ; англ. Evening Stream) — фильм-драма режиссёров Микио Нарусэ и Юдзо Кавасимы, вышедший на экран в 1960 году.

## Сюжет
На улице Ханаяги, что находится близко к центру Токио, расположен чайный дом «Ситифуку», в котором протекает размеренная жизнь жриц любви. Две главные героини этого фильма — Ая Фудзимура и её дочь Мияко. 46-летняя Ая работает в заведении, в то время как дочь пока ещё не определилась с выбором профессии, но мать мечтает о том, чтобы Мияко пошла учиться в колледж. Мияко не знает кто её отец, так как мать скрывает от неё тот факт, что им является один из соучредителей заведения, уважаемый и богатый господин Коитиро Синода. В этот период, взаимоотношения между Синодой и Аей имели чисто коммерческий интерес: она, будучи старшей из гейш, предоставляла ему для развлечений девушек из чайного дома. Сама же Ая, в настоящем, имела тайную любовную связь с поваром заведения — молодым парнем по имени Ита, калекой, отрезавшем себе часть ноги после обморожения, полученного в сибирском ГУЛАГе. Драматизм повествования накаляется, когда мать узнаёт, что её дочь Мияко также влюблена в Ита. Когда о взаимоотношениях Аи и Ита становится известно во всём Районе Красных Фонарей, назревает скандал. Господин Синода отстраняет Аю от ведения дел в заведении, приведя на её место свою новую фаворитку. Любовник Ита бросает её и уезжает в Киото. Мияко же собирается пойти по стопам матери, начав учиться ремеслу гейши. В последних кадрах фильма мы видим Аю, собирающуюся уехать вслед за возлюбленным Ита в Киото, хотя сама даже не знает, нужна ли она ему.
Параллельно с историей о любовном треугольнике между Аей, Мияко и Ита, авторы рассказывают зрителю и о не менее драматических судьбах других гейш из этого дома. И здесь тоже не обойдётся без любовного треугольника: гейша по имени Масаэ влюблена в продавца тканями Такигути, но ей не даёт покоя бывший муж Нодзаки. В результате ревнивый Нодзаки затянет под поезд Масаэ, убив себя и её.

## В ролях
- Ёко Цукаса — Мияко Фудзимура
- Исудзу Ямада — Ая Фудзимура, её мать
- Юми Сиракава — Синобу Сонода
- Такаси Симура — Коитиро Сонода
- Тацуя Михаси — Ита, повар
- Тэруко Нагаока — Каору Сонода
- Тадао Накамару — Макото Такамидзава
- Акира Такарада — Такигути
- Мицуко Кусабуэ — Итихана (Масаэ)
- Яэко Мидзутани — Кинтаро
- Юрико Хоси — Акэми
- Матико Китагава — Комати
- Эцуко Итихара — Бэнико
- Масуми Окада — учитель английского языка

## Премьеры
- — национальная премьера фильма состоялась 12 июля 1960 года[1].

## О фильме
Уникальность всего проекта заключается прежде всего в том, что фильм снят двумя мастерами разных поколений. Представитель старой школы японского кинематографа Микио Нарусэ (начавший свою режиссёрскую деятельность в 1930 году) снимал свои эпизоды. С ним работал над сценарием его сюжетной линии свой сценарист Тосиро Идэ и свой оператор Дзюн Ясумото. Более молодой режиссёр Юдзо Кавасима (дебютировавший в режиссуре в 1944 году) работал параллельно в других павильонах со своим сценаристом Дзэндзо Мацуямой и своим же оператором Тадаси Иимурой. Причём они снимали не две различных новеллы, а разрабатывали разноплановые истории из жизни гейш в одном чайном доме, а затем переплели свои истории воедино при помощи монтажа. Нарусэ акцентировал внимание на показе старшего поколения и более драматичного повествования, Кавасима же снимал о молодёжи и внёс в фильм лёгкий юмор (он и зарекомендовал себя до этого именно как мастер комедий в студии «Офуна» кинокомпании «Сётику», а позднее в компании «Никкацу»). Кавасима также придал фильму некоторую американизированность — курсы английского языка для гейш, большие американские автомобили, джаз и вечеринки в рокабилли-баре с барменом-американцем (японцы на пороге шестидесятых были под сильным американским влиянием).